# Ncholu Monontsi
Ncholu Monontsi (* 2. April 1963) ist ein ehemaliger lesothischer Boxer.
Er trat bei den Olympischen Sommerspielen 1988 in Seoul an. Im Halbmittelgewichtsturnier schied er, nach einem Freilos in Runde 1, in seinem Zweitrundenkampf gegen Martin Kitel aus.